# 4-D Warriors
4-D Warriors è un videogioco arcade sviluppato nel 1985 da Coreland e pubblicato da SEGA.

## Modalità di gioco
4-D Warriors è uno sparatutto a scorrimento orizzontale simile a Section Z e Side Arms.